# Romain Maes

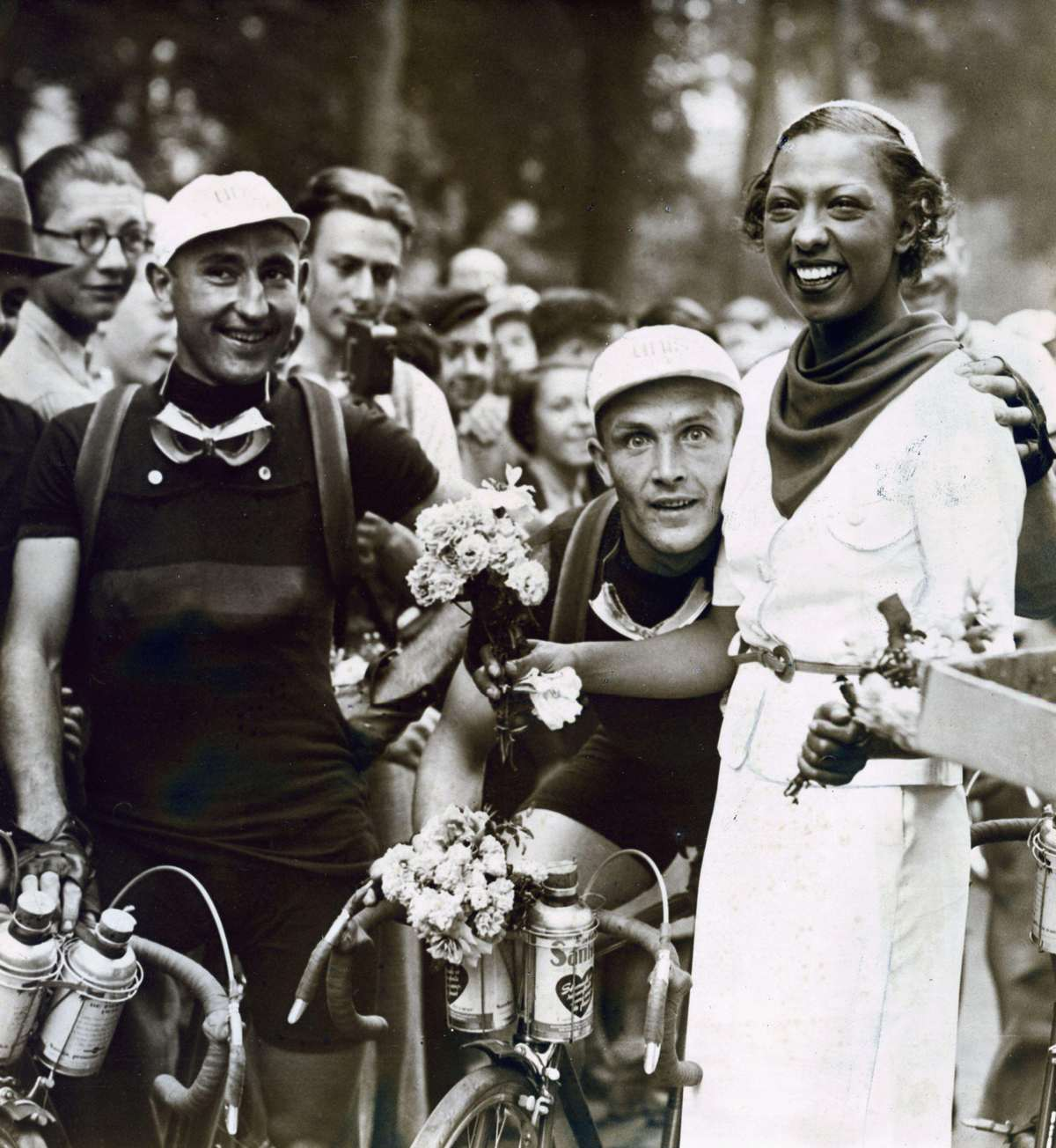
Romain Maes (midden) aan de start van de Ronde van Frankrijk 1936 met Josephine Baker

Romain Maes (Zerkegem, 10 augustus 1912 – Groot-Bijgaarden, 22 februari 1983) was een Belgische wielrenner. Hij was het dertiende kind uit een groot gezin. 
Op zijn zeventiende begon Romain Maes met koersen. In 1933 werd hij beroepsrenner en won dat jaar al de Omloop van het Westen. Een jaar later reed hij mee in de Tour de France. Hij werd in twee etappes tweede, maar raakte in de etappe van Digne-les-Bains naar Nice betrokken bij een zware valpartij. Hij moest naar het ziekenhuis gebracht worden en voor hem was de Tour 1934 afgelopen.

## Tourzege
Het jaar daarop deed Romain Maes weer mee. Hij behaalde in de eerste etappe al de gele trui. Door zijn doorzettingsvermogen, met onder meer nog een etappewinst in de 11e rit, wist hij, ondanks een paar zware inzinkingen, de trui de ganse ronde te behouden (tot op heden zijn slechts twee andere renners in geslaagd dit te doen: Ottavio Bottecchia in 1924 en Nicolas Frantz in 1928). Door ook nog de slotetappe naar Parijs te winnen gaf hij zijn tourzege extra glans. In België werd Maes nu de hemel ingeprezen, maar toen hij het jaar daarop de Tour niet uit wist te rijden bekoelde de populariteit.

## Klassiekers
Romain Maes wist dat jaar 1936 wel Parijs-Roubaix te winnen, al werd Georges Speicher onterecht door de jury als winnaar aangewezen. In 1938 leek hij naar winst in Parijs-Brussel te rijden, aangezien hij nog maar één ronde op de wielerpiste moest rijden en honderd meter voorsprong had. Hij stapte echter te vroeg af. Toen hij zijn vergissing door had, was het al te laat. Hierdoor wist Marcel Kint onverwachts te winnen.

## Na het wielrennen
In 1939 startte Romain Maes nog één keer in de Tour. Hij won de rit Caen-Vire, een tijdrit over 63 kilometer, en droeg zo één dag de gele trui. Later tijdens deze Tour kwam hij hard ten val en staakte de strijd. Romain Maes reed nog wel een aantal jaren samen met Sylvère Maes op de piste. Maar na de oorlogsjaren hervatte hij zijn sportloopbaan niet meer. In zijn Brusselse café 'Maillot Jaune' deed hij vervolgens nog vele jaren goede zaken. Zijn dochter Jenny Maes was de vrouw van Jef Vliers (Bron Belang van Limburg 12/01/1970 bladzijde 13).

## Belangrijkste overwinningen
1933
- Eindklassement Omloop van het Westen
- GP Dr. Eugeen Roggeman

1934
- 4e etappe Parijs-Nice
- 1e etappe Omloop van het Westen

1935
- Parijs-Lille
- 1e etappe Ronde van Frankrijk
- 11e etappe Ronde van Frankrijk
- 21e etappe Ronde van Frankrijk
- Eindklassement Ronde van Frankrijk

1936
- Circuit de Paris

1939
- Omloop der Vlaamse Gewesten
- 2e etappe deel a Ronde van Frankrijk

## Resultaten in voornaamste wedstrijden
| Jaar | Ronde van Italië | Ronde van Frankrijk | Ronde van Spanje |
| ---- | ---------------- | ------------------- | ---------------- |
| 1934 |                  | opgave              |                  |
| 1935 |                  | ↑ (3)               |                  |
| 1936 |                  | opgave              |                  |
| 1938 |                  |                     |                  |
| 1939 |                  | opgave (1)          |                  |
| 1972 |                  |                     |                  |
| 1973 |                  |                     |                  |

| Jaar | Gent-Wevelgem | Ronde van Vlaanderen | Parijs-Roubaix | Luik-Bast.‑Luik | Parijs-Brussel | Waalse Pijl |
| ---- | ------------- | -------------------- | -------------- | --------------- | -------------- | ----------- |
| 1934 |               | 25e                  | 7e             |                 | Brons          |             |
| 1935 |               |                      | 15e            |                 | 18e            |             |
| 1936 |               |                      | ↑              |                 |                |             |
| 1938 |               | 14e                  |                | 28e             | Zilver         |             |
| 1939 |               | ↑                    |                | 22e             | 12e            | 23e         |
| 1972 | 69e           |                      |                |                 |                |             |
| 1973 | 41e           |                      |                |                 |                |             |